# Mitograf
Mitograf je oseba, ki se ukvarja z znanstvenim in filološkim zbiranjem ter interpretacijo mitov. 

## Pregled
V klasičnih študijah beseda mitograf pomeni antičnega pisca, kot so bili Lizimah, Dioniz Skotobrahon, Asklepij in drugi, ki so v aleksandrijskem obdobju (vrhunec je bil v 2. in 3. stoletje pr. n. št.) v prozi uredili in predstavili različne legende in pesnitve iz preteklosti.
Smer mitov pojasnjuje zgodovino ali pragmatično predstavlja le z ustreznimi knjigami Diodor vključno s pomanjkljivo pridobljenimi Libri de incredibilibus od Palajfatosa in od Heraklit.
Najpomembnejši ostanki dejanskih spisov grških mitografov so Bibliotheke des Apollodorus, ki se pridobi le iz Fotijevega izvlečka Narrationes od Konona, Narrationes amatoriae od Parteniosa, Transformationes Antonina Liberalis, Eratostenov priložen Katasterismen.
V zbirkah rimske Mythographi se najde predvsem Fabulae Hyginusa, Mythologiae od Fulgentiusa, Narrationes fabularum Ovidiarum (od Ovida, prej pomotoma pripisan Lutatiusu Placidu), v srednjem veku z Albericusovo knjigo De deorum imaginibus med drugim.

## Seznam mitografov
- Antigon Karist
- Antonin Liberal (Antoninus Liberalis)
- Biblioteka (Pseudo-Apolodor)
- Apolonij z Rodosa
- Aristarh iz Samotrake
- Aristofan iz Bizanca
- Asklepij iz Tragila
- Boios
- Cicero
- Klemen Aleksandrijski
- Dinarh
- Diodor Sicilski
- Dioniz Skotobrahon
- Didim (slovničar)
- Eratosten
- Evhemer
- Fulgencij
- Glaukos
- Hekataj iz Mileta
- Herodor iz Herakleje
- Heziod
- Higin (mitograf)
- Kalimah
- Konon (mitograf)
- Laktantij Plasid
- Lizimah
- Nikandar iz Kolofona
- Palefat
- Partenij
- Filohor
- Filostefan
- Ptolemaj Henos
- Zenodot iz Efeza

## Izdaje
Za zgodnjo izdajo Mythographi Graeci je poskrbel Anton Westermann (Braunschweig 1843);Mythographi Latini sta izdala Thomas Muncker (2 Völs., Amsterdam 1681) in Augustinus van Staveren (2 Völs., Leiden 1712), ki je bila takrat še vprašanje treh Mythographi Vaticani, od katerih vsaj prva ne pripada poganski antiki, in sta jo izdala Angelo Mai (Rim 1831) in Georg Heinrich Bode (Celle 1834). 
V zadnjem času je prvi dve Mythographi Vaticani izdal Péter Kulcsár (Turnholti: Brepols, 1987; Corpvs Christianorvm: Series Latina). Druge Zbirke so Mythographi graeci' I-III EDD. Wagner Sakolowski Martini Olivieri-Festa, 1894-1902. Tudi Felix Jacoby je objavil zbirko Fragmente der griechischen Historiker, ki vsebuje mithografski material